# The Sugarcubes
The Sugarcubes (ou Sykurmolarnir en islandais) est un groupe de pop rock islandais, originaire de Reykjavik. Il est formé en 1986, séparé en 1992 et reformé pour un concert unique en novembre 2006 en Islande. Il a eu la faveur des critiques des États-Unis et du Royaume-Uni. Il est d'autant plus marqué par la voix d'enfant de la chanteuse Björk Guðmundsdóttir qui a par la suite poursuivi une carrière solo avec succès.

## Biographie

### Smekkleysa (1986)

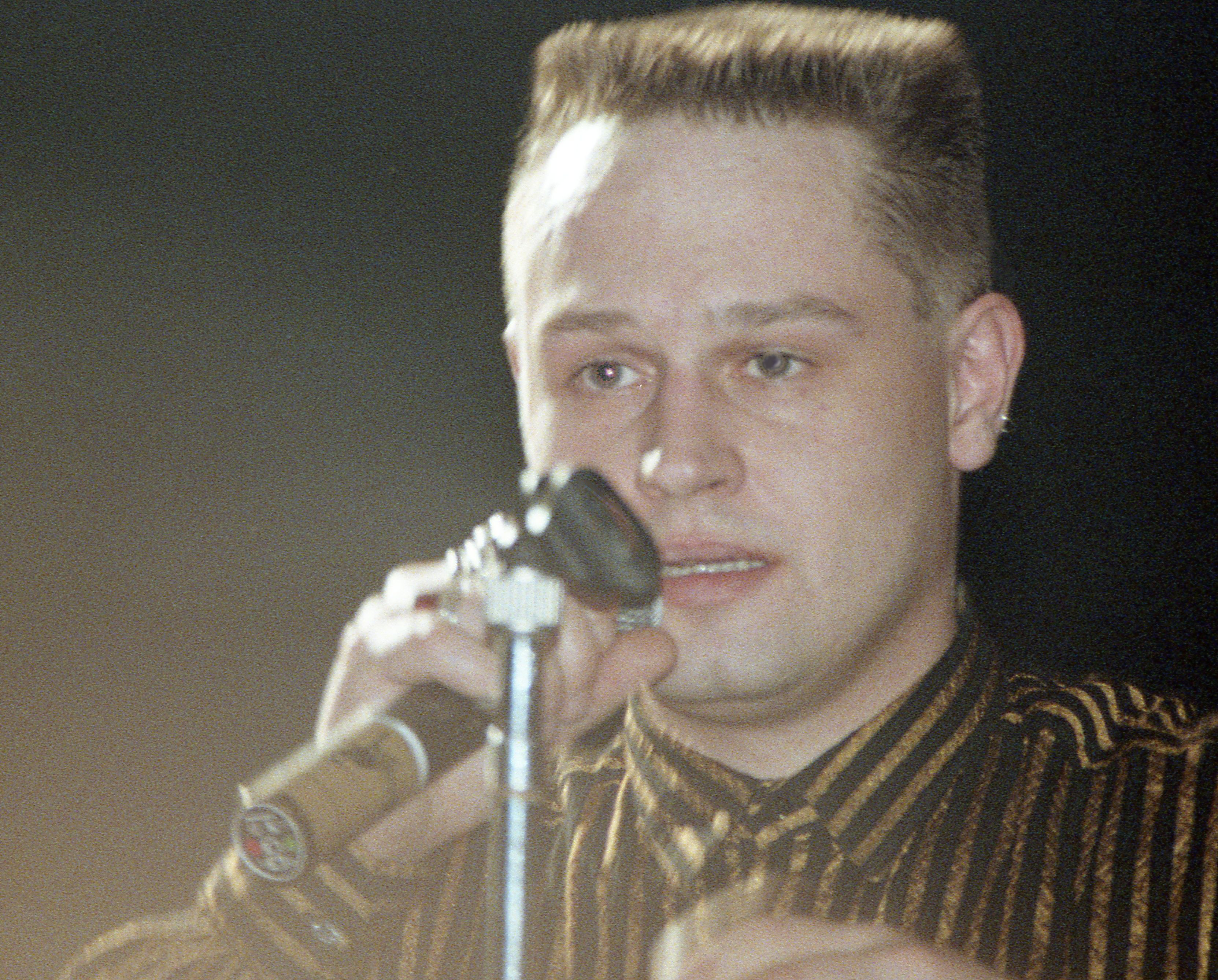
Einar Örn Benediktsson, l'un de membres fondateurs des Sugarcubes.

Parmi les personnes gravitant autour du groupe Kukl se trouvaient certains membres du groupe littéraire et culturel Medúsa qui se réclamait des mouvements surréaliste et dadaïste et auquel appartenait Einar Melax lui-même. Sjón et Þór Eldon en particulier se produisaient parfois sur scène, en première partie de leurs concerts, pour clamer des poèmes de leur composition, ce qui n'était pas toujours du goût des membres de Crass moins guidés par des motivations culturelles que politiques.
À la fin du printemps, début de l’été 1986, Einar rentre d’Angleterre et passe une grande partie de son temps au domicile de Björk Guðmundsdóttir et Þór Eldon, le couple ayant souvent accueilli les membres de Kukl pour les répétitions du groupe dans les différents lieux d’habitation qu’ils ont occupés durant cette période. Einar et Þór envisagent la création d’une association culturelle de portée plus générale et plus ambitieuse que Medúsa. Il en résulte la formation de l’organisation Smekkleysa s.m. hf dont la date officielle de création est choisie symboliquement et précisément le 8 juin 1986, à 2 h 50, date et heure de naissance du fils de Björk et Þór, Sindri. La charte officielle de l'organisation est éditée le 18 septembre 1986 sous le titre Heimsyfirráð eða dauði et comporte les deux articles suivant : « 1 - Etant entendu que le « bon goût » et la « retenue » sont les pires ennemis de la création et du dynamisme, Smekkleysa s.m. hf se propose d’œuvrer avec force contre tout ce qui peut être classé comme étant de « bon goût » et « mesuré » ; 2 - Dans le combat qu’il mène contre les éléments précités (le « bon goût », etc.) Smekkleysa s.m. hf se réserve le droit d’utiliser tous les moyens concevables et inimaginables, tels qu’endoctrinement, éradication, publicité et annonce de mauvais goût, distribution et vente de déchets et détritus. »
La publication de cette charte et la devise qui lui sert de titre reflètent, tant par leur forme que leur fond, le nouvel état d'esprit d'Einar et de ses compagnons de route; le sérieux et la tension perpétuelle qui caractérisaient Kukl ne sont plus de mise, à leur place l'autodérision et le second degré prévalent. Les premiers membres du collectif sont : Ásmundur Jónsson, Björk Guðmundsdóttir, Bragi Ólafsson, Einar Örn, Friðrik Erlingsson, Jóhamar (Jóhannes Óskarsson, musicien et écrivain, ami de Þór), Sigtryggur Baldursson et Þór Eldon. Le programme déclaré des activités est la mise en place d'une station de radio, Útvarp Skratta (la Radio du Diable), l'attribution d'une distinction « à toute personne ou collectif se distinguant par son manque de goût ou son extravagance, l'ouverture d'un restaurant/cafétéria, Drullupytturinn (la Fosse septique) et la production ou l'édition de disques, d'œuvres littéraires, de poèmes, de récits, de films, ...ou autre activité de nettoyage. »
La production et la distribution de disques, ainsi que l’édition d’œuvres littéraires deviennent cependant rapidement les activités principales de Smekkleysa qui, par ailleurs, prend le nom de Bad Taste pour les autres pays. Des expositions seront montées et des soirées organisées qui ne seront pas sans rappeler celles du groupe Medúsa, souvent caractérisées par la prédominance d’un humour d’un goût effectivement parfois douteux. Des concerts seront également organisés. Quant au prix du « mauvais goût », il ne sera attribué que deux fois : au responsable de la partie islandaise des programmes de télévision, Hrafn Gunnlaugsson, et au leader du groupe Stuðmenn, Jakob Magnússon, groupe alors en vogue en Islande et pour lequel Einar avait travaillé durant l’été 1986 en organisant un concert devant se tenir en septembre dans la salle Laugardalshöll avec, à l’affiche, un nouveau groupe du nom de Sykurmolarnir. Si Hrafn Gunnlaugsson accepte officiellement le prix de bonne grâce, au moins dans un premier temps, Jakob Magnússon, lui, le refuse et s’en offusque au point de se brouiller durablement avec Einar et les membres du collectif.

### Formation de Sykurmolarnir (1986–1987)
Parallèlement à la constitution du collectif Smekkleysa, et dans le même esprit, il est décidé de fonder un nouveau groupe composé d’Einar Örn au chant et à la trompette, Björk Guðmundsdóttir au chant, Þór Eldon et Friðrik Erlingsson aux guitares, Bragi Ólafsson à la basse, Sigtryggur Baldursson à la batterie et Einar Melax aux claviers. Einar a en effet fait appel à ses deux compagnons et amis de Purrkur Pillnikk, Bragi ayant, entre-temps, joué dans le groupe Ikarus puis « pris du recul par rapport aux activités musicales » en s’établissant une année en Espagne, Friðrik, lui, ayant vecu à Akureyri. La formation se produit tout d’abord sous le nom de Þukl durant les mois de juillet et août 1986, en référence au groupe Kukl dont la moitié des membres sont issus. Mais l’analogie ne va pas au-delà du nom car les compositions, portées par les deux guitaristes, sont résolument orientées vers la pop et le chant de Björk se fait plus mélodique.
En septembre 1986 le groupe prend le nom de Sykurmolarnir (littéralement « morceaux de sucre »). Durant l’automne ils enregistrent une douzaine de titres destinés à un album qu’ils espèrent sortir début 1987. Einar Melax n’y participe pas; fatigué des tournées de la précédente formation, supportant de plus en plus difficilement les exils de plusieurs semaines et embarqué dans l’aventure Sykurmolarnir malgré lui, il abandonne rapidement le groupe. Björk assure les parties de claviers sur plusieurs morceaux. Deux titres, Ammæli et Köttur, sont choisis pour figurer sur un single intitulé Einn mol’á mann (un morceau par personne) qui sort en Islande le 21 novembre 1986, jour de l’anniversaire de Björk, en 500 exemplaires. Bien qu’il ait obtenu son diplôme au printemps 1986, Einar Örn retourne en Angleterre en automne pour suivre son épouse, Guðrún Margrét Jónsdóttir, qui décrochera son BS en sciences physiques au printemps 1987. Il en profite pour confier les enregistrements du groupe à son ami Derek Birkett, lequel a fondé en 1985 un nouveau label One Little Indian avec son épouse, Sue Birkett, et Tom Kelly, de Flux of Pink Indians, Derek étant « fatigué de la trop grande violence de la scène anarcho-punk et ayant décidé de mettre en place un label moins politique que Spider Leg. »
Einar demande à son ami s’il peut faire paraître les enregistrements en Angleterre sous son label et obtient également une aide financière pour la sortie de Einn mol’á mann en Islande, coproduit donc par Smekkleysa et One Little Indian (le reste du financement ayant été trouvé chez le grossiste en sucre Dansukker).
Einar, les membres de One Little Indian et d’autres personnes de leur entourage passeront beaucoup de leurs temps libres pour retravailler les bandes, de sorte que le premier single ne sortira en Angleterre que le 17 août 1987 sous le titre Birthday (Ammæli), accompagné de Cat (Köttur). L’album ne paraîtra qu’en avril 1988, sous le titre Life’s Too Good. Le groupe se produira entre-temps en différents lieux d’Islande, avec ou sans Einar, entre l’automne 1986 et la fin de l’été 1987. Friðrik Erlingsson s’investissant de plus en plus, après son divorce, dans son travail de designer, préfère abandonner la formation au printemps 1987.

### Notoriété sous le nom The Sugarcubes (1987–1988)
En été 1987, Einar et son épouse reviennent définitivement en Islande. À la recherche d’un logement et d’un emploi, le couple se voit offrir les deux dans l’établissement Fjölbrautaskóli Vesturlands de la ville d’Akranes, où Guðrún enseigne la physique et Einar les techniques des médias. Emporté par le succès inattendu du groupe en Angleterre à partir de l’automne 1987, sous le nom de The Sugarcubes, Einar fera pratiquement tous les soirs l’aller-retour entre Akranes et Reykjavik pour les répétitions. Les destinées de Guðrún et d’Einar prennent alors petit à petit des chemins divergeant et le couple se sépare dans la première moitié de l’année 1988. Einar démissionne de son poste au bout d’un semestre pour se consacrer entièrement à Smekkleysa et à la formation.
Le magazine musical britannique Melody Maker consacre Birthday « single de la semaine » dans son numéro du 23 août 1987. Le 24 octobre le groupe se retrouve simultanément en couverture des deux principaux hebdomadaires musicaux britanniques, New Musical Express (NME) et Melody Maker. En l’espace de six mois, trois couvertures du Melody Maker, une du NME, une de Sounds leur sont consacrées, pour ne citer que ces quelques exemples.
En 1988, les Sugarcubes sont devenus la coqueluche de la presse musicale anglaise qui ne tarit pas d’éloges dans leurs articles, critiques de disques, ou autres comptes-rendus de concerts. Le monde musical découvre l’Islande. Life’s too Good est généralement bien accueilli, par la critique comme par le public, en Angleterre, mais également aux États-Unis, au Japon, et sur le continent européen, même si la presse y est en général plus mesurée: en France par exemple, dans l’en-tête de la première interview du journal qui leur est consacrée, Les Inrockuptibles se demandent s’il s’agit d’un « talent réellement singulier car élevé loin de toute influence sur son île de glace, ou [d’un] simple coup de foudre d’une presse en mal d’exotisme ? ».
À la fin 1988, 80 000 exemplaires de Life’s too good auront été vendus en Grande-Bretagne, 280 000 aux États-Unis. Au bout d’un an et demi les chiffres seront respectivement de 150 000 et 500 000 albums (l'album se vendra à environ un million d'exemplaires dans le monde). « Après deux singles fulgurants, Birthday et Deus, un album de l’année, Life’s Too Good, et des origines exotiques déclarées, le groupe est vite devenu l’obsession de la presse musicale mondiale. Avec, immédiatement, de vilains malentendus. La moindre des fausses notes n’étant pas la fixation maniaque des photographes et journalistes pour la ravissante Björk. « C’est une forme de sexisme, clame Einar. Et au départ, nous n’y avons pas suffisamment prêté attention. La presse veut seulement parler à Björk parce qu’elle chante, nous ne pouvons pas être d’accord sur ce point. Nous faisons tous partie du processus créatif, du coup, c’est insultant ! » Le guitariste Thor […] explique plus tranquillement que la jeune chanteuse n’a pas à supporter toute la pression des médias : Elle ne peut être sans cesse dans la lumière des projecteurs, celle-ci est vraiment brûlante. Au fil des mois, les Sugarcubes ont appris à repérer le photographe faisant un portrait de groupe avec l’objectif 200 mm braqué sur le nez de Björk ainsi que les reporters à l’affût d’une playmate mensuelle ».
C’est par ces lignes que Phil Ox, de Rock & Folk, résume, en 1991, le revers de cette notoriété soudaine pour Einar et les autres membres de la formation. Il est à noter à ce propos que, sur les trois premières couvertures du Melody Maker consacrées au groupe, y figure uniquement Björk, deux d’entre elles représentant des portraits rapprochés de la chanteuse. Mais cela ne sera pas, pour Einar, la seule cause d’amertume.

### Désillusion (1989–1990)

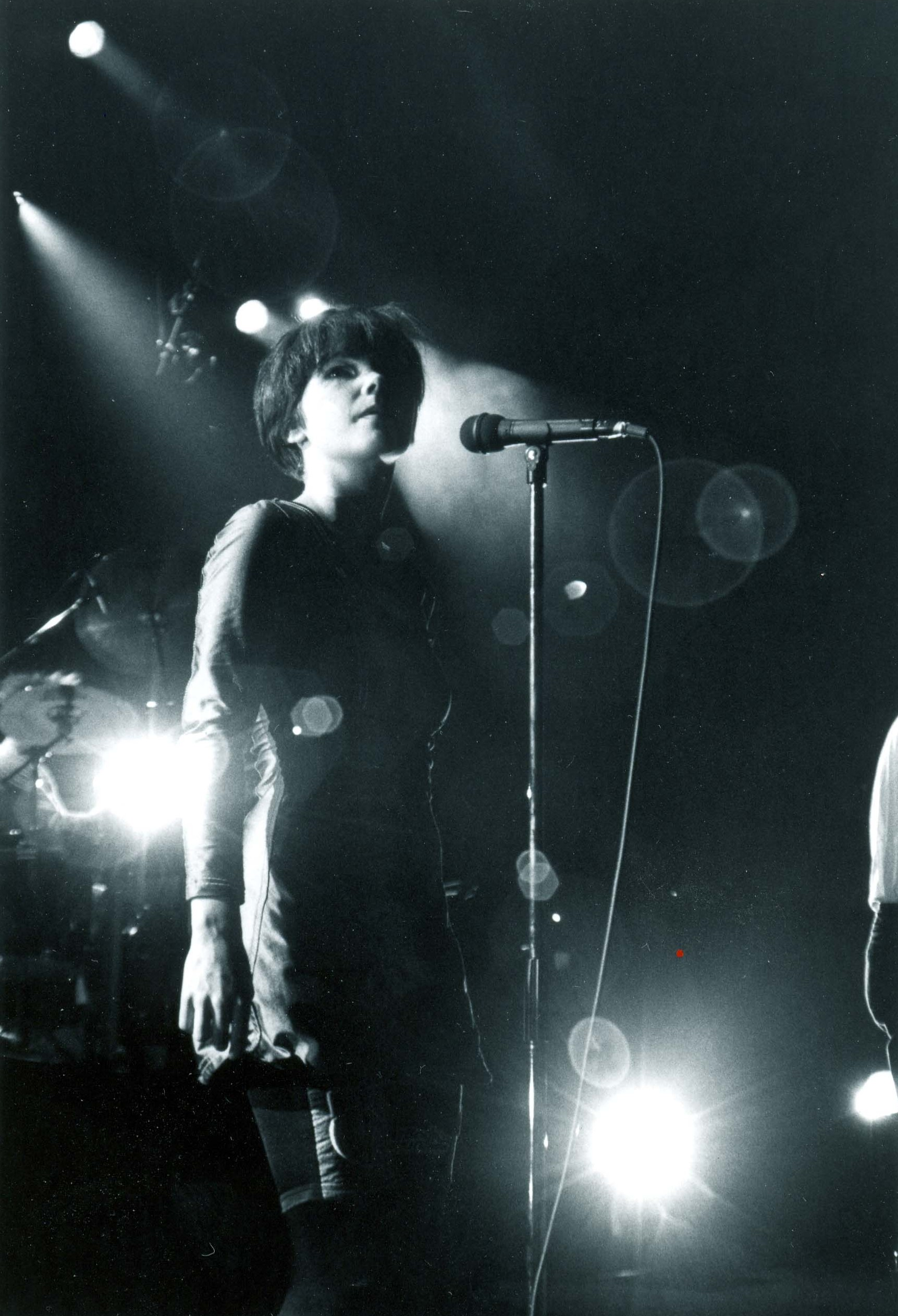
The Sugarcubes lors d'un concert au Japon en 1992.

D’une nature foncièrement indépendante et critique vis-à-vis de toute chose établie, par ailleurs issu du mouvement punk, Einar accueille l’enthousiasme de la presse et du public de manière dubitative et répond rapidement à ces excès par une attitude sarcastique. Lui et les autres membres du groupe refusent de se prendre au sérieux et adoptent souvent lors des interviews des comportements et des propos dont l'ironie est poussée jusqu’à l’absurde. Einar en particulier refuse de se plier aux responsabilités et aux exigences qu’implique leur succès naissant. C’est ainsi qu’il s’attire vite l’hostilité d’une partie croissante de la presse musicale.
En septembre 1989, Jonh Wilde, du Melody Maker, expose la situation dans les termes suivants : « Durant les 18 derniers mois, alors que l'essor des Sugarcubes atteignait un rythme effréné, Einar a constamment été pris à partie par la critique. Et ce n’était pas seulement la presse musicale mondiale qui pensait qu’il était dispensable pour le groupe, qu’il représentait une influence néfaste, qu’il nuisait à la beauté de leur musique. Tandis que les principales maisons de disques du monde entier agitaient des chèques grassouillets, elles tentaient de prendre le reste du groupe à part et de les persuader qu’Einar devait être exclu. « Les gens semblent penser qu’Einar ruine l’image du groupe », dit le guitariste Thór. « Ils veulent voir une petite fille chanter et, derrière, une gentille petite section rythmique qui l’accompagne. Nous avons dû dire et redire aux gens que nous ne pouvons fonctionner sans Einar. Il est notre centre » ».
Et cela ne s’arrangera pas avec l’apparition du second album du groupe, sorti simultanément dans tous les pays, en octobre 1989, sous le titre Here Today, Tomorrow Next Week ! (Illur Arfur !, en Islande, avec des textes islandais). Einar désirant peut-être reprendre le contrôle d’une situation qui semblait lui échapper, sa voix discordante et tonitruante y prend une place plus importante et sa contribution fait davantage penser aux enregistrements de Kukl. Mais les attentes suscitées par le groupe sont différentes, ainsi que le style musical de la formation.
Le disque est généralement mal accueilli par la critique anglaise et les attaques, souvent à l’encontre d’Einar, se révèlent parfois tout aussi excessives que l'hystérie dont le premier album avait été l’objet. On peut ainsi lire dans le NME : « … Et le groupe consent à ce que la voix d’étoile filante de Björk soit constamment rudoyée et maltraitée par les divagations totalement ineptes d’Einar. Sur Pump, par exemple, la bouffée de sensualité qui se dégage du "dévore-moi / absorbe-moi / aspire-moi" est mise à mal, mitraillée et sabotée par les grognements de l’imbécile beuglant un "Je te déteste / je te déteste" en arrière-plan. C’est musicalement comme permettre à un débile de faire les oreilles de lapin derrière la tête de la Mona Lisa … ».
Les jugements, bien que pour la plupart négatifs, seront en général plus modérées dans la presse des autres pays européens où le groupe ne suscitera plus, petit à petit, qu’une certaine forme d’indifférence ; il n’y a guère que le mensuel français Best qui leur consacre leur couverture dans son numéro d’octobre 1989, même si la formation conserve ses aficionados. L’échec de l’album sera toutefois relatif, puisqu’il s’en écoulera environ 700 000 exemplaires de par le monde.

### Tournées (1988–1990)

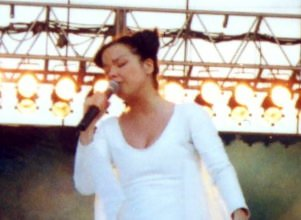
Björk en 1990.

Si le groupe Kukl avait permis à ses membres de parcourir et découvrir de nombreux pays d’Europe, le succès des Sugarcubes entraînera Einar et ses compagnons sur les cinq continents entre 1988 et 1992. À la suite de nombreux concerts en Europe, pour la promotion de leur premier album, et peu après l’intégration dans la formation de Margrét Örnólfsdóttir (Magga), aux claviers, en juin 1988, le groupe s’envole pour la première fois vers le continent américain. Ils se produisent à Washington le 27 juillet, qui sera le point de départ d’une tournée de quelques semaines passant par 25 villes des États-Unis et du Canada, pour une trentaine de concerts, jusqu'au début du mois de septembre.
Seul le batteur Siggi avait déjà eu l’occasion de séjourner aux États-Unis, les autres membres pénétrant pour la première fois dans un univers qui leur est foncièrement étranger, tant par la spécificité de la culture américaine que par la façon de travailler et les exigences marketing de leur distributeur, Elektra. À New York - mégalopole qui laissera à Björk une forte et durable impression - Einar et les autres membres du groupe font la connaissance de la chanteuse irlandaise Sinéad O’Connor et de Michael Gira, des Swans.
Puis suivent encore 35 concerts en Europe, entre novembre et décembre 1988 (Grande-Bretagne, Pays-Bas, Belgique, Allemagne, Suisse, Yougoslavie, France, Espagne). La tournée de promotion de Here Today, Tomorrow Next Week !, qui débute en Europe, dès la fin de l’enregistrement de l’album, fin mars 1989, les amène jusqu’en Union soviétique où le groupe se confronte aux difficultés organisationnelles et administratives d’un pays en crise. Le 14 juin 1989, la formation accompagne les groupes britanniques New Order et Public Image Limited (PIL) dans une nouvelle tournée américaine (The Monsters of Alternative Rock) et font l’expérience, pour la première fois, des concerts tenus dans des stades, devant des publics de plusieurs dizaines de milliers de personnes (l’expérience se renouvellera en 1992, devant un public encore plus nombreux, en première partie de U2, avec Public Enemy). La tourné américaine s’achève au Meadowlands Arena, dans le New Jersey, début août 1989.
À l’automne, le groupe repart pour une série de 40 concerts européens, répartis sur 75 jours, jusqu’au 21 décembre, et passant par 15 pays. Dès le début du mois de février 1990 commence, à Phoenix, une nouvelle tournée américaine comprenant une trentaine de concerts qui s'étendent sur un mois et demi, jusqu’en fin mars 1990. Après une pause relative d’un mois, le groupe s’envole pour le Japon pour cinq concerts (2 à Tōkyō, 2 à Ōsaka et un à Nagoya), puis pour l’Australie, où s’achève la tournée de leur deuxième album, le 23 mai 1990. Ces plus de deux années de pérégrination pratiquement ininterrompues, ajoutées au mauvais accueil critique de Here Today, Tomorrow Next Week !, contribuent à tendre les relations entre les membres du groupe, en particulier entre Björk, qui ne cache plus sa volonté d’évoluer vers une autre forme de musique et de sortir du carcan que constitue The Sugarcubes, et ses compagnons de route, de sorte que leurs apparitions scéniques se raréfient à partir de l’été 1990, jusqu’à leur dernière tournée, américaine, en octobre – novembre 1992, pour une quinzaine de prestations, en première partie de U2.
Parmi les quelques concerts qui les réuniront, on peut noter, pour l’anecdote, celui monté à l’occasion de la visite officielle de François Mitterrand en Islande, en août 1990, accompagné de Jack Lang, alors ministre de la culture. Ce dernier s’étant déclaré admirateur des Sugarcubes, le groupe accepte de se produire dans la salle Duus, devant une vingtaine de personnes, dont Svarar Gestsson, ministre islandais de l’éducation, Jack Lang, François Mitterrand et son homologue islandaise, Vigdís Finnbogadóttir.

### Séparation (1991)
Au début de 1991 commencent les répétitions pour l’enregistrement de ce qui sera le troisième et dernier LP de la formation. Lassés de la pression constante qu’entraîne leur statut médiatique et imposée par les quelque 17 maisons de disques avec lesquelles ils ont signé de par le monde (One Little Indian en Angleterre, Elektra aux États-Unis, BMG en France, Rough Trade pour l'Allemagne, ..), échaudés par leur récente expérience et nettement moins motivés, les membres du groupe choisissent, contrairement à ce qui s’était passé les deux fois précédentes, de confier l’entière responsabilité de la production du disque à une personne extérieure, rompue à cet exercice. Elektra leur suggère plusieurs producteurs, dont Paul Fox qui a travaillé, entre autres, avec les groupes Yes et XTC et le trio The Pointer Sisters, et qui sera choisi pour l’enregistrement de Stick Around for Joy.
Alors que les deux premiers disques ont été enregistrés en Islande, celui-ci le sera aux États-Unis, à Bearsville, à New York, près de Woodstock. Les séances d’enregistrement commencent au début du mois de mai 1991 dans une ambiance très éloignée de celle, bon enfant, qui prévalait encore quelque 18 mois plus tôt. Certaines sections de guitare et de claviers, ainsi que les parties vocales sont captées à Los Angeles où Björk fait la connaissance de Dominic Thrupp (dit « Dom T ») - DJ de Bristol installé à Los Angeles depuis six mois et qui deviendra rapidement son compagnon - et d’un de ses amis, Nellee Hooper. Désormais plus intéressée par son propre projet musical, elle annonce aux autres membres du groupe qu’elle assurera sa part de travail pour la promotion du disque mais refuse toute nouvelle tournée. Le disque est prêt en août 1991, mais ne sortira que le 3 février 1992 en Islande, le 10 en Grande-Bretagne et le 17 aux États-Unis. Une poignée de concerts seront programmés afin d’en assurer la promotion, jusqu’à la proposition inattendue du groupe U2 qui leur demande de faire leur première partie pour 13 concerts américains (USA et Canada) sur la tournée d’Achtung Baby, The Zoo TV Tour. Après hésitation Björk accepte et les Sugarcubes se produiront sur scène, pour la dernière fois (si on excepte leur prestation du 17 novembre 2006), le 17 novembre 1992, aux Limelight Club de New York, après avoir joué pendant un mois sur 17 concerts - les 13, auxquels s’ajoutent 4 prestations en dehors de la tournée de U2, dont ce dernier concert - devant environ 700 000 personnes en tout.
Selon Mick St Michael, « Stick Around n’est pas parvenu à engendrer le succès commercial qu’il méritait, le public s’étant vraisemblablement tourné vers de nouveaux protégés ». Et il est vrai que le disque se vend moins bien que les précédents, malgré de bonnes critiques dans la presse spécialisée et un premier single, Hit, se tenant bien dans les charts britanniques et ouvrant pour la première et dernière fois au groupe la porte de l’émission Top of the Pops. Mais le manque de concerts en Europe pour supporter le disque est probablement l’une des causes de son échec. Privilégiant le rythme et le son des percussions, canalisant et apprivoisant la voix d’Einar, la production de l’album, techniquement parfaite mais conventionnelle, enlève d’autre part au groupe son identité et sa spécificité. N’émettant pas de communiqué officiel sur leur séparation, ni Einar, ni aucun des autres membres ne sait encore exactement, en cette première moitié d’année 1993, quel sera l’avenir de leur formation. L’important succès, inattendu, de Debut, premier album solo de Björk, signera de facto, quelques mois plus tard, l’arrêt définitif de leur aventure musicale commune.

## Membres
- Björk Guðmundsdóttir - chant, claviers
- Friðrik Erlingsson - guitare
- Sigtryggur Baldursson - percussions
- Einar Örn Benediktsson - chant, trompette
- Einar Melax - claviers
- Þór Eldon - guitare
- Bragi Ólafsson - guitare basse
- Margrét Örnólfsdóttir - claviers) (1988)

## Discographie

### Albums
- 1988 : Life's Too Good
- 1989 : Here Today, Tomorrow, Next Week!
- 1992 : Stick Around for Joy
- 1992 : It's It (remixes)
- 1998 : The Great Crossover Potential (anthologie)
- 2006 : The Complete Studio Albums (Compilation)

## Vidéographie
- The Video (VHS) (1990)
- Live Zabor (VHS) (1990)
- Murder and Killing in Hell (VHS) (1992)
- Live Zabor (DVD) (2004)
- The DVD (DVD) (2004)